# Stade Vasco Viana de Andrade
Le Stade Vasco Viana de Andrade (en portugais : Estádio Vasco Viana de Andrade), également connu sous le nom de Stade da Metropolitana (en portugais : Estádio da Metropolitana), est un stade de football brésilien situé dans la région administrative de Núcleo Bandeirante, dans l'État du District fédéral.
Le stade, doté de 3 000 places et inauguré en 1959, sert d'enceinte à domicile aux équipes de football du Clube Atlético Taguatinga et de l'Esporte Clube Dom Pedro II.

## Histoire
Le stade ouvre ses portes en 1959. Il est à l'origine le stade à domicile du Grêmio Brasiliense (et ce jusqu'en 2014 et la disparition du club).